# Casa Josep Filella
La Casa Josep Filella és un edifici de Barcelona inclòs a l'Inventari del Patrimoni Arquitectònic de Catalunya.

## Descripció
La Casa Josep Filella està ubicada a l'illa del districte de l'Eixample delimitada pels carrers del Consell de Cent, Comte Borrell, Aragó i Comte d'Urgell. Disposa d'una única façana exterior afrontada al xamfrà situat entre els carrers Comte d'Urgell i Consell de Cent, on hi ha l'accés principal, i una estreta façana interior afrontada al pati de l'illa.
Es tracta d'un edifici entre mitgeres de planta poligonal, amb una estructura en alçat que comprèn planta baixa, principal, quatre plantes pis i terrat transitable. L'accés principal dona pas a una zona de vestíbul i a un celobert central rectangular en el qual s'hi localitza l'escala de veïns.
La façana s'adapta a la forma del xamfrà, formant una composició axial a partir de l'accés principal. Als dos costats dues petites façanes amb només un eix d'obertures se situen paral·leles als carrers.
La façana principal estructura les seves obertures en cinc eixos verticals de ritme regular. Igualment està dividida en tres trams horitzontals: La planta baixa amb parament de pedra, el principal i les tres primeres plantes pis ornats per un esgrafiat de decoració vegetal, i l'últim pis, separat de l'anterior per una cornisa.
La planta baixa s'obre al carrer per mitjà de cinc grans portals. El portal central dona accés a l'escala de veïns mentre els portals laterals corresponen a les botigues de la planta baixa. L'entrada al portal central és la més treballada amb un arc escarser motllurat que se sosté per dos capitells vegetals. Emmarcant aquesta porta dos columnes suspeses que sostenen els permòdols situats sota la tribuna superior. Al tram central de la façana cal destacar el balcó corregut de la planta principal, amb voladís i barana de pedra esculpida, i la doble tribuna central, que abasta els pisos principal i primer. La resta d'obertures del tram central són balcons i tots presenten les mateixes característiques, amb una estructura metàl·lica en voladís ancorada a la paret, reforçada per permòdols de ferro i recoberta a la part inferior per rajoles vidriades policromes amb motius vegetals. El tram final està compost per un conjunt de finestres rectangulars, emmarcades per unes pilastres que fan de suport als merlets que coronen el conjunt.
El vestíbul i el celobert central són els elements interiors més destacats de la finca. El vestíbul consisteix en un passadís amb arrimadors de rajola policroma i parets amb esgrafiats, tots els elements amb temàtica vegetal. La línia recta de les parets es trenca amb la presència de quatre pilastres amb daurats capitells vegetals que sustenten dos arcs escarsers. Tot l'espai resta cobert amb un fals sostre de fusta. Aquest vestíbul dona accés al celobert central, un espai de planta rectangular que acull, al costat esquerre, l'escala de veïns, on destaca la decoració dels arrimadors, amb uns elaborada sanefa vegetal.